# Мирзакент
Мирзаке́нт (каз. Мырзакент) — селище, центр Мактааральського району Туркестанської області Казахстану. Адміністративний центр та єдиний населений пункт Мирзакентської селищної адміністрації.

## Історія
У радянські часи селище називалось Слов'янка і мало статус смт.

## Населення
Населення — 16550 осіб (2021; 13274 у 2009, 10146 у 1999, 10333 у 1989).

## Клімат
Селище знаходиться у зоні, котра характеризується середземноморським кліматом. Найтепліший місяць — липень із середньою температурою 28.9 °C (84 °F). Найхолодніший місяць — січень, із середньою температурою 2.1 °С (35.8 °F).
| Клімат Мирзакента       | Клімат Мирзакента | Клімат Мирзакента | Клімат Мирзакента | Клімат Мирзакента | Клімат Мирзакента | Клімат Мирзакента | Клімат Мирзакента | Клімат Мирзакента | Клімат Мирзакента | Клімат Мирзакента | Клімат Мирзакента | Клімат Мирзакента | Клімат Мирзакента |
| Показник                | Січ.              | Лют.              | Бер.              | Квіт.             | Трав.             | Черв.             | Лип.              | Серп.             | Вер.              | Жовт.             | Лист.             | Груд.             | Рік               |
| Середня температура, °C | 2,1               | 4,1               | 10,4              | 17,2              | 22,2              | 27                | 28,9              | 26,8              | 21,8              | 15,2              | 9,6               | 4,8               | 15,8              |
| Норма опадів, мм        | 53.6              | 51.2              | 71.2              | 66                | 37.2              | 7.2               | 5.9               | 0.9               | 4.6               | 36.9              | 43.5              | 52.3              | 430.5             |
| Днів з опадами          | 10,5              | 10                | 11,8              | 10,2              | 7,2               | 2,3               | 1,1               | 0,5               | 1,3               | 5,3               | 7,7               | 10                | 77,9              |
| Вологість повітря, %    | 73.5              | 70.8              | 64.3              | 58.6              | 49.9              | 38.2              | 38.3              | 40.7              | 44.2              | 56.2              | 66                | 73.6              | 56.2              |
| ----------------------- | ----------------- | ----------------- | ----------------- | ----------------- | ----------------- | ----------------- | ----------------- | ----------------- | ----------------- | ----------------- | ----------------- | ----------------- | ----------------- |
| Джерело: Weatherbase    |                   |                   |                   |                   |                   |                   |                   |                   |                   |                   |                   |                   |                   |